# Oscar 1979
A 51.ª cerimônia do Oscar ou Oscar 1979 (no original: 51st Academy Awards), apresentada pela Academia de Artes e Ciências Cinematográficas (AMPAS), homenageou os melhores filmes, atores e técnicos de 1978. Aconteceu em 9 de abril de 1979 no Dorothy Chandler Pavilion, em Los Angeles, às 19 horas no horário local. Durante a cerimônia, foram distribuídos os prêmios da Academia em vinte e duas categorias, e a transmissão ao vivo foi realizada pela rede televisiva estadunidense American Broadcasting Company (ABC), com produção de Jack Haley Jr. e direção de Marty Pasetta. O comediante e apresentador Johnny Carson foi o anfitrião do evento pela primeira vez. Três dias antes, uma cerimônia no Beverly Hilton, em Beverly Hills, Califórnia, foi realizada para a entrega do Oscar por Realização Técnicas sob apresentação de Gregory Peck e Christopher Reeve.
The Deer Hunter venceu cinco categorias, incluindo a conquista de melhor filme. Destacaram-se também Coming Home com três prêmios, Midnight Express com dois, e The Buddy Holly Story, California Suite, Days of Heaven, Death on the Nile, The Flight of the Gossamer Condor, Get Out Your Handkerchiefs, Heaven Can Wait, Scared Straight!, Special Delivery, Superman, Teenage Father e Thank God It's Friday com um. A apresentação televisionada contabilizou 46,3 milhões de telespectadores nos Estados Unidos.

## Indicados e vencedores
Os indicados ao Oscar 1979 foram anunciados em 20 de fevereiro, por Howard W. Koch, presidente da Academia, e pela atriz Susan Blakely. The Deer Hunter e Heaven Can Wait receberam indicações a nove categorias. Os vencedores foram anunciados durante a cerimônia de premiação em 9 de abril.
Warren Beatty e Buck Henry, indicados a melhor diretor, foram os segundos diretores a serem nomeados nesta categoria pelo mesmo filme; Jerome Robbins e Robert Wise haviam ganho em 1962 por co-dirigir West Side Story (1961). Além disso, Beatty foi indicado nas categorias de atuação, direção, produção e roteiro, por seu desempenho em Heaven Can Wait. Por suas atuações em Coming Home, Jon Voight e Jane Fonda venceram os prêmios de melhor ator e melhor atriz, respectivamente, tornando-se a quarta dupla de atores a serem angariados com tais prêmios pela mesma película.

### Prêmios
Indica o vencedor dentro de cada categoria.
| Melhor Filme The Deer Hunter — Barry Spikings, Michael Deeley, Michael Cimino e John Peverall - Coming Home — Jerome Hellman - Heaven Can Wait — Warren Beatty - Midnight Express — Alan Marshall e David Puttnam - An Unmarried Woman — Paul Mazursky e Anthony Ray | Melhor Diretor Michael Cimino — The Deer Hunter - Hal Ashby — Coming Home - Warren Beatty e Buck Henry — Heaven Can Wait - Woody Allen — Interiors - Alan Parker — Midnight Express |
| Melhor Ator/Actor (Principal) Jon Voight — Coming Home como Luke Martin - Warren Beatty — Heaven Can Wait como Joe Pendleton/Leo Farnsworth/Tom Jarrett - Gary Busey — The Buddy Holly Story como Buddy Holly - Robert De Niro — The Deer Hunter como Sargento Michael "Mike" Vronsky - Laurence Olivier — The Boys from Brazil como Ezra Lieberman                                                                                 | Melhor Atriz/Actriz (Principal) Jane Fonda — Coming Home como Sally Hyde - Ingrid Bergman — Autumn Sonata como Charlotte Andergast - Ellen Burstyn — Same Time, Next Year como Doris - Jill Clayburgh — An Unmarried Woman como Erica Benton - Geraldine Page — Interiors como Eve |
| Melhor Ator/Actor Coadjuvante/Secundário Christopher Walken — The Deer Hunter como Cabo Nikanor "Nick" Chevotarevich - Bruce Dern — Coming Home como Capitão Bob Hyde - Richard Farnsworth — Comes a Horseman como Dodger - John Hurt — Midnight Express como Max - Jack Warden — Heaven Can Wait como Max Corkle | Melhor Atriz/Actriz Coadjuvante/Secundária Maggie Smith — California Suite como Diana Barrie - Dyan Cannon — Heaven Can Wait como Julia Farnsworth - Penelope Milford — Coming Home como Vi Munson - Maureen Stapleton — Interiors como Pearl - Meryl Streep — The Deer Hunter como Linda |
| Melhor Roteiro/Argumento — Original Coming Home — Nancy Dowd, Waldo Salt e Robert C. Jones - Autumn Sonata — Ingmar Bergman - The Deer Hunter — Michael Cimino, Deric Washburn, Louis Garfinkle, Quinn Redeker e Deric Washburn - Interiors — Woody Allen - An Unmarried Woman — Paul Mazursky | Melhor Roteiro/Argumento — Adaptado Midnight Express — Oliver Stone por Midnight Express de Billy Hayes e William Hoffer - Bloodbrothers — Walter Newman por Bloodbrothers de Richard Price - California Suite — Neil Simon por sua peça California Suite - Heaven Can Wait — Elaine May e Warren Beatty por Heaven Can Wait de Harry Segall - Same Time, Next Year — Bernard Slade por sua peça Same Time, Next Year |
| Melhor Filme Estrangeiro Préparez vos mouchoirs ( França) — Bertrand Blier - Die gläserne Zelle ( Alemanha Ocidental) — Hans W. Geißendörfer - Magyarok ( Hungria) — Zoltán Fábri - I nuovi mostri ( Itália) — Dino Risi, Ettore Scola e Mario Monicelli - Belyy Bim, Chyornoe ukho ( União Soviética) — Stanislav Rostotsky | Melhor Documentário em Longa-metragem Scared Straight! — Arnold Shapiro - Le Vent des amoureux — Albert Lamorisse - Mysterious Castles of Clay — Joan Root e Alan Root - Raoni — Jean-Pierre Dutilleux e Luiz Carlos Saldanha - With Babies and Banners: Story of the Women's Emergency Brigade — Lorraine Gray |
| Melhor Documentário em Curta-metragem The Flight of the Gossamer Condor — Jacqueline Phillips Shedd e Ben Shedd - The Divided Trail: A Native American Odyssey — Jerry Aronson - An Encounter with Faces — Vidhu Vinod Chopra e K. K. Kapil - Goodnight Miss Ann — August Cinquegrana - Squires of San Quentin — J. Gary Mitchell                                                                                                   | Melhor Curta-metragem Teenage Father — Taylor Hackford - A Different Approach — Jim Belcher and Fern Field - Mandy's Grandmother — Andrew Sugerman - Strange Fruit — Seth Pinsker |
| Melhor Animação em Curta-metragem Special Delivery — Eunice Macauley e John Weldon - Oh My Darling — Nico Crama - Rip Van Winkle — Will Vinton | Melhor Trilha Sonora/Banda Sonora Midnight Express — Giorgio Moroder - The Boys from Brazil — Jerry Goldsmith - Days of Heaven — Ennio Morricone - Heaven Can Wait — Dave Grusin - Superman — John Williams |
| Melhor Trilha Sonora/Banda Sonora Adaptada The Buddy Holly Story — Joe Renzetti - Pretty Baby — Jerry Wexler - The Wiz — Quincy Jones | Melhor Canção Original "Last Dance" de Thank God It's Friday — Paul Jabara - "Hopelessly Devoted to You" de Grease — John Farrar - "The Last Time I Felt Like This" de Same Time, Next Year — Marvin Hamlisch, Alan e Marilyn Bergman - "Ready to Take a Chance Again" de Foul Play — Charles Fox e Norman Gimbel - "When You're Loved" de The Magic of Lassie — Richard M. Sherman e Robert B. Sherman               |
| Melhor Som The Deer Hunter — Richard Portman, William McCaughey, Aaron Rochin e Darin Knight - The Buddy Holly Story — Tex Rudloff, Joel Fein, Curly Thirlwell e Willie D. Burton - Days of Heaven — John Wilkinson, Robert W. Glass Jr., John T. Reitz e Barry Thomas - Hooper — Robert Knudson, Robert Glass, Don MacDougall e Jack Solomon - Superman — Gordon McCallum, Graham V. Hartstone, Nicolas Le Messurier e Roy Charman | Melhor Figurino/Guarda-Roupa Death on the Nile — Anthony Powell - Caravans — Renié - Days of Heaven — Patricia Norris - The Swarm — Paul Zastupnevich - The Wiz — Tony Walton |
| Melhor Direção de Arte Heaven Can Wait — Paul Sylbert, Edwin O'Donovan e George Gaines - The Brink's Job — Dean Tavoularis, Angelo P. Graham, George R. Nelson e Bruce Kay - California Suite — Albert Brenner e Marvin March - Interiors — Mel Bourne e Daniel Robert - The Wiz — Tony Walton, Philip Rosenberg, Edward Stewart e Robert Drumheller                                                                                | Melhor Cinematografia/Fotografia Days of Heaven — Néstor Almendros - The Deer Hunter — Vilmos Zsigmond - Heaven Can Wait — William A. Fraker - Same Time, Next Year — Robert Surtees - The Wiz — Oswald Morris |
| Melhor Edição/Montagem The Deer Hunter — Peter Zinner - The Boys from Brazil — Robert E. Swink - Coming Home — Don Zimmerman - Midnight Express — Gerry Hambling - Superman — Stuart Baird | |

### Oscar Honorário
- Laurence Olivier: Por sua ilustre carreira no cinema.[15]
- Walter Lantz: Por seus personagens na animação, incluindo a criação de Pica-Pau.[16]
- King Vidor: Por suas conquistas e inovações marcantes como diretor cinematográfico.[17]
- Departamento de Cinema do Museu de Arte Moderna: Em reconhecimento ao valor artístico do cinema.[18]

### Prêmio Humanitário Jean Hersholt
O prêmio reconhece indivíduos que fizeram contribuições indeléveis com o cinema e o mundo:
- Leo Jaffe[20]

### Oscar por Realização Técnicas
- Les Bowie, Colin Chilvers, Denys Coop, Roy Field, Derek Meddings e Zoran Perisic pelos efeitos especiais de Superman.[21]

### Filmes com mais prêmios e indicações
| Indicações | Filme                 |
| ---------- | --------------------- |
| 9          | The Deer Hunter       |
| 9          | Heaven Can Wait       |
| 8          | Coming Home           |
| 6          | Midnight Express      |
| 5          | Interiors             |
| 4          | Days of Heaven        |
| 4          | Same Time, Next Year  |
| 4          | The Wiz               |
| 4          | Superman              |
| 3          | The Boys from Brazil  |
| 3          | The Buddy Holly Story |
| 3          | California Suite      |
| 3          | An Unmarried Woman    |
| 2          | Autumn Sonata         |

| Vitórias | Filme            |
| -------- | ---------------- |
| 5        | The Deer Hunter  |
| 3        | Coming Home      |
| 2        | Midnight Express |

## Apresentadores e atrações musicais
As seguintes personalidades apresentaram categorias ou realizaram números individuais:

### Apresentadores (em ordem de aparição)
| Nome(s)                                     | Função                                                                          |
| ------------------------------------------- | ------------------------------------------------------------------------------- |
| John Harlan                                 | Anunciou o início da cerimônia                                                  |
| Deu boas-vindas aos convidados da cerimônia |                                                                                 |
| Robin Williams Woody Woodpecker             | Apresentaram o Oscar Honorário a Walter Lantz                                   |
| Danny Thomas                                | Explicou as regras de votação ao público                                        |
| Dyan Cannon Telly Savalas                   | Apresentaram a categoria de melhor ator                                         |
| Maggie Smith Maureen Stapleton              | Apresentaram o Oscar por Realização Técnicas                                    |
| Robby Benson Carol Lynley                   | Apresentaram os prêmios da categoria de curtas-metragens                        |
| Mia Farrow David L. Wolper                  | Apresentaram os prêmios da categoria de documentários                           |
| Shirley Jones Ricky Schroder                | Apresentaram a categoria de melhor direção de arte                              |
| Ray Bolger Jack Haley                       | Apresentaram a categoria de melhor figurino                                     |
| Dom DeLuise Valerie Perrine                 | Apresentaram a categoria de melhor edição                                       |
| Steve Martin                                | Apresentou a categoria de melhores efeitos visuais                              |
| Margot Kidder Christopher Reeve             | Apresentaram a categoria de melhor som                                          |
| James Coburn Kim Novak                      | Apresentaram a categoria de melhor cinematografia                               |
| Ruby Keeler Kris Kristofferson              | Apresentaram a categoria de melhor canção original                              |
| Paul Williams                               | Introduziu as apresentações musicais de Sammy Davis Jr. e Steve Lawrence        |
| Dean Martin Raquel Welch                    | Apresentaram a categoria de melhor trilha sonora                                |
| Gregory Peck                                | Apresentou o Oscar Honorário ao Departamento de Cinema do Museu de Arte Moderna |
| Yul Brynner Natalie Wood                    | Apresentaram a categoria de melhor filme estrangeiro                            |
| George Burns Brooke Shields                 | Apresentaram a categoria de melhor atriz coadjuvante                            |
| Lauren Bacall Jon Voight                    | Apresentaram os prêmios da categoria de roteiristas                             |
| Audrey Hepburn                              | Apresentou o Oscar Honorário a King Vidor                                       |
| Francis Ford Coppola Ali MacGraw            | Apresentaram a categoria de melhor diretor                                      |
| Cary Grant                                  | Apresentou o Oscar Honorário a Laurence Olivier                                 |
| Richard Dreyfuss Shirley MacLaine           | Apresentaram a categoria de melhor atriz                                        |
| Jack Valenti                                | Apresentou o Prêmio Humanitário Jean Hersholt                                   |
| Ginger Rogers Diana Ross                    | Apresentaram a categoria de melhor ator                                         |
| John Wayne                                  | Apresentou a categoria de melhor filme                                          |

### Atrações musicais (em ordem de aparição)
| Nome               | Atração                                                  |
| ------------------ | -------------------------------------------------------- |
| Jack Elliott       | Orquestra                                                |
| Allyn Ferguson     | Orquestra                                                |
| Olivia Newton-John | "Hopelessly Devoted to You" de Grease                    |
| Jane Olivor        | "The Last Time I Felt Like This" de Same Time, Next Year |
| Johnny Mathis      | "The Last Time I Felt Like This" de Same Time, Next Year |
| Donna Summer       | "Last Dance" de Thank God It's Friday                    |
| Debby Boone        | "When You're Loved" de The Magic of Lassie               |
| Barry Manilow      | "Ready to Take a Chance Again" de Foul Play              |
| Sammy Davis Jr.    | "Not Even Nominated (Oscar's Only Human)"                |
| Steve Lawrence     | "Not Even Nominated (Oscar's Only Human)"                |
| Orquestra do Oscar | "That's Entertainment!"                                  |

## Cerimônia
A cerimônia realizada no Dorothy Chandler Pavilion, no centro de Los Angeles, teve como anfitrião o comediante e apresentador Johnny Carson. Enquanto, Jack Elliott e Allyn Ferguson foram os responsáveis pela direção musical da transmissão. Os musicistas Sammy Davis Jr. e Steve Lawrence apresentaram durante a cerimônia o medley "Oscar's Only Human" — composta por canções de filmes que não foram nomeadas a melhor canção original. Inicialmente, houve discordância por parte da Academia em relação ao segmento e foi pedido para retirá-lo da cerimônia, mas o mesmo foi mantido após Haley anunciar sua reivindicação como produtor e ausentar Carson de ser anfitrião.
A edição é a última aparição pública do ator John Wayne, aonde foi ovacionado de pé antes de apresentar a categoria de melhor filme. Wayne faleceu aos 72 anos em 11 de junho, dois meses após a cerimônia. Também marca o último aparecimento público de Jack Haley, pai do produtor Jack Haley Jr., que apresentou melhor figurino ao lado de Ray Bolger.

### Audiência
Em seu país de origem, a transmissão da ABC atraiu uma média de 46,3 milhões de telespectadores no decorrer do evento. Pelo Nielsen Ratings, obteve números altos à edição anterior, com 34,6% dos televisores sintonizados na rede.